# 平和が丘デジタルテレビ中継局
平和が丘デジタルテレビ中継局（へいわがおかデジタルテレビちゅうけいきょく）は、宮崎県宮崎市にあるデジタルテレビ中継局である。

## 概要
宮崎市内の平和が丘北町、平和が丘西町、平和が丘東町を主な放送区域としている。

## 放送設備

### 所在地
- 宮崎県宮崎市池内町（池内小学校校門）

### 地上デジタルテレビ放送
| ID | 放送局名      | 放送局名      | 物理チャンネル | 空中線電力 | ERP  | 放送対象地域 | 放送区域内世帯数 |
| -- | ------------- | ------------- | -------------- | ---------- | ---- | ------------ | ---------------- |
| 1  | NHK宮崎       | 総合          | 28ch           | 10mW       | 41mW | 宮崎県       | 1,505世帯        |
| 2  | NHK宮崎       | Eテレ         | 26ch           | 10mW       | 42mW | 全国         | 1,505世帯        |
| 3  | UMKテレビ宮崎 | UMKテレビ宮崎 | 32ch           | 10mW       | 41mW | 宮崎県       | 1,505世帯        |
| 6  | MRT宮崎放送   | MRT宮崎放送   | 30ch           | 10mW       | 41mW | 宮崎県       | 1,505世帯        |

#### 補足
- 2010年10月29日予備免許交付、同11月5日試験放送開始、同12月1日本放送開始[2]。
- 実効輻射電力（ERP）：NHK総合、UMKテレビ宮崎、MRT宮崎放送が41mW[3][4][5]、NHK Eテレが42mWである[6]。